# فیرمینو آلوز
فیرمینو آلوز (به پرتغالی: Firmino Alves) یک منطقهٔ مسکونی در برزیل است که در باهیا واقع شده‌است. فیرمینو آلوز ۱۷۲٫۳۵ کیلومتر مربع مساحت و ۵٬۶۲۹ نفر جمعیت دارد.